# Естебан Л. Олмедо
Естебан Л. Олмедо (енгл. Esteban L. Olmedo) је организациони психолог који је спроводио истраживања о акултурацији, питањима етничких мањина и менталном здрављу. Био је први директор Портфолија за етничка, расна и културна питања (касније познатог као Канцеларија за питања етничких мањина) при Америчком удружењу психолога.

## Каријера
Рођен је у Сједињеним Америчким Државама, а одрастао је у Аргентини. Вратио се у Сједињене Америчке Државе како би студирао на Универзитету Бејлор, где је 1967. године стекао диплому основних студија из психологије и филозофије, а 1972. је докторирао експерименталну психологију.
Академску каријеру је започео предавајући на Калифорнијском државном универзитету у Сан Бернардину. Именован је за директора Канцеларије за питања етничких мањина Америчког удружења психолога око 1978. године, док је био помоћник директора Истраживачког центра за ментално здравље шпанског говорног подручја на Универзитету Калифорније у Лос Анђелесу.
Године 1984. је именован у Радну групу за структуру Америчког удружења психолога. Изабран је за оснивача и председника Одељења 45 Друштва за психолошко проучавање питања етничких мањина (сада познатог као Друштво за психолошко проучавање културе, етничке припадности и расе), где је био укључен у дефинисање и развој организационих карактеристика, структуре и функција новог одељења. Године 1996. је добио награду за животно дело Америчког удружења психолога, Одељења 45. Претходно су га наградили за изузетан допринос у служби.
Након што је напустио позицију у Америчком удружењу психолога, постао је потпредседник академских послова на Калифорнијској школи за професионалну психологију. Пензионисао се 2001. године, а потом је радио као финансијски менаџер у компанији Randall Foods Inc.

## Књиге
- Newton, F. C. R., Olmedo, E. L., & Padilla, A. M. (1982). Hispanic mental health research: A reference guide. University of California Press.

## Репрезентативне публикације
- Olmedo, E. L. (1979). Acculturation: A psychometric perspective. American Psychologist, 34(11), 1061–1070.
- Olmedo, E. L. (1981). Testing linguistic minorities. American Psychologist, 36(10), 1078–1085.
- Olmedo, E. L., Martinez Jr, J. L., & Martinez, S. R. (1978). Measure of acculturation for Chicano adolescents. Psychological Reports, 42(1), 159–170.
- Olmedo, E. L., & Padilla, A. M. (1978). Empirical and construct validation of a measure of acculturation for Mexican Americans. The Journal of Social Psychology, 105(2), 179–187.
- Padilla, A. M., & Olmedo, E. (2009). Synopsis of key persons, events, and associations in the history of Latino psychology. Cultural Diversity and Ethnic Minority Psychology, 15(4), 363–373.